# Enrique Liporace
Enrique Antonio Liporace (Buenos Aires, 10 giugno 1941 – Buenos Aires, 27 gennaio 2024) è stato un attore argentino.

## Biografia
Liporace iniziò la sua carriera artistica nel 1963, quando venne scelto per La terraza, diretto dal regista Leopoldo Torre Nilsson. Negli anni successivi ottenne numerosi ruoli come attore non protagonista nel cinema, in televisione e e nel teatro argentino, lavorando con importanti registi locali come Luis Saslavsky, Hugo del Carril, Lucas Demare e Manuel Antín. Morì il 27 gennaio 2024 all'età di 82 anni.

## Vita privata
Liporace ebbe una relazione sfortunata con l'attrice Soledad Silveyra alla fine degli anni '60: la coppia non si sposò mai.

## Filmografia
- Orden de matar, regia di Román Viñoly Barreto (1965)
- Tiempo de revancha - regia di Adolfo Aristarain (1981)
- Últimos días de la víctima - regia di Adolfo Aristarain (1982)
- Grecia - serie TV (1987)
- Ribelle (Rebelde)  - serie TV (1989)
- Eva Perón - regia di Raúl Apold (1996)
- Martín (Hache) - regia di Adolfo Aristarain (1997)
- Bolivia - regia di Israel Adrián Caetano (2001)
- Un oso rojo - regia di Israel Adrián Caetano ((2002)
- Chiche bombón - regia di Fernando Musa (2004)
- Mujeres asesinas - serie TV (2005)
- Educando a Nina - serie TV (2016)

## Doppiatori italiani
Nelle versioni in italiano delle opere in cui ha recitato, Enrique Liporace è stato doppiato da:
- Dario Penne in Grecia